# Asociația de Fotbal din El Salvador
Asociația de Fotbal din El Salvador (spaniolă Federación Salvadoreña de Fútbol) (FESFUT) este forul ce guvernează fotbalul în El Salvador. Se ocupă de organizarea echipei naționale și a campionatului. A înființat în 2010 și o ligă de fotbal feminin pe care o conduce.